# Ніс (морський термін)

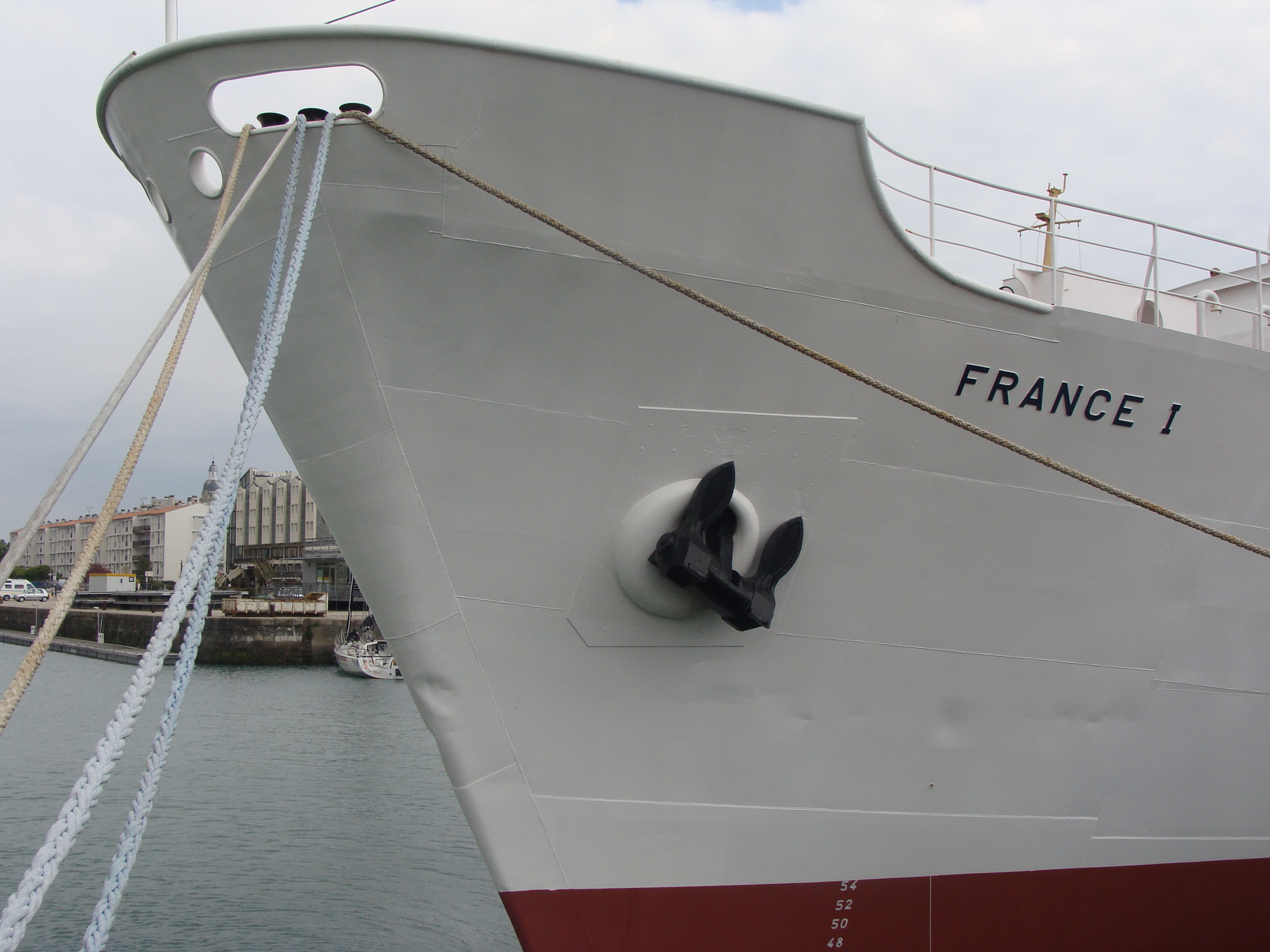
Корабельний ніс

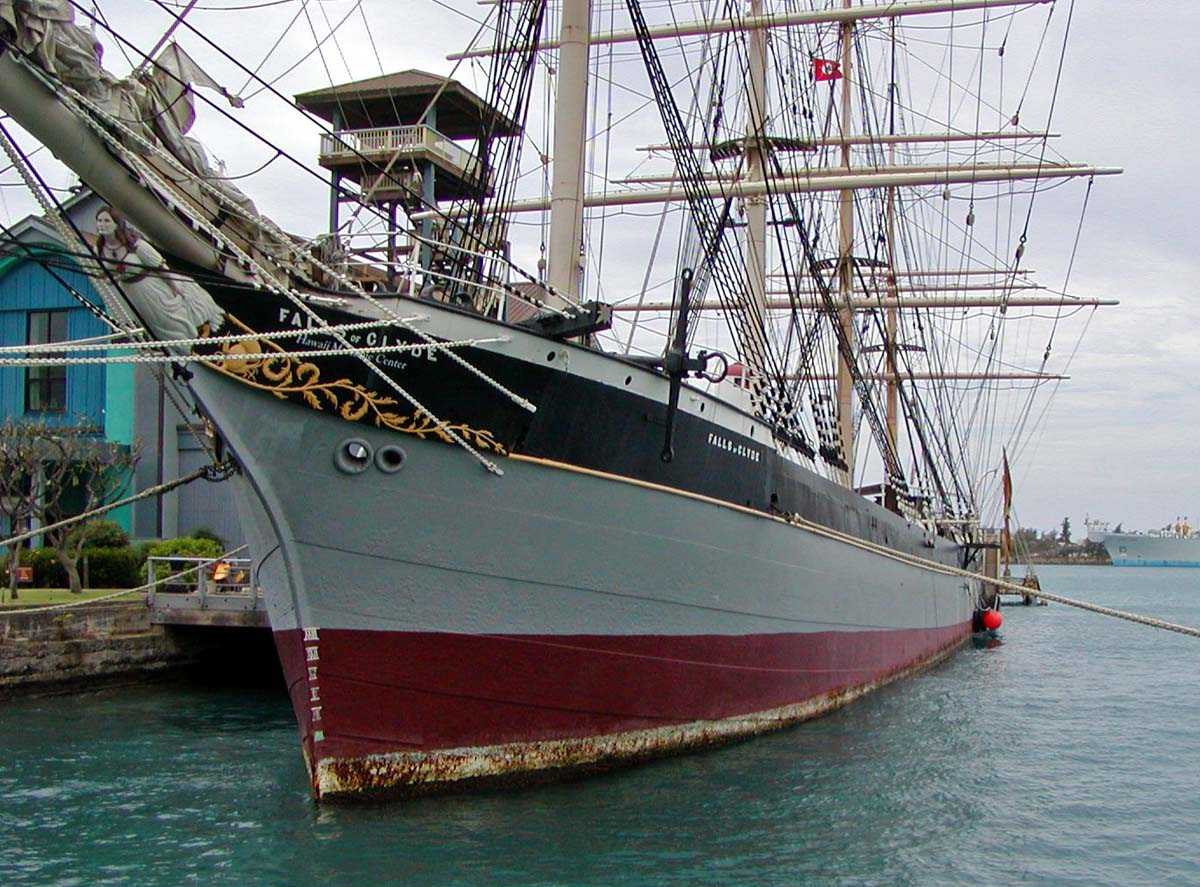
Ніс вітрильного танкера Falls of Clyde

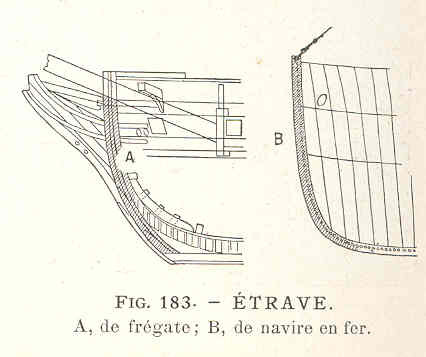
Ніс старовинного вітрильного корабля з княвдигедом (ліворуч) і сучасного судна (праворуч)

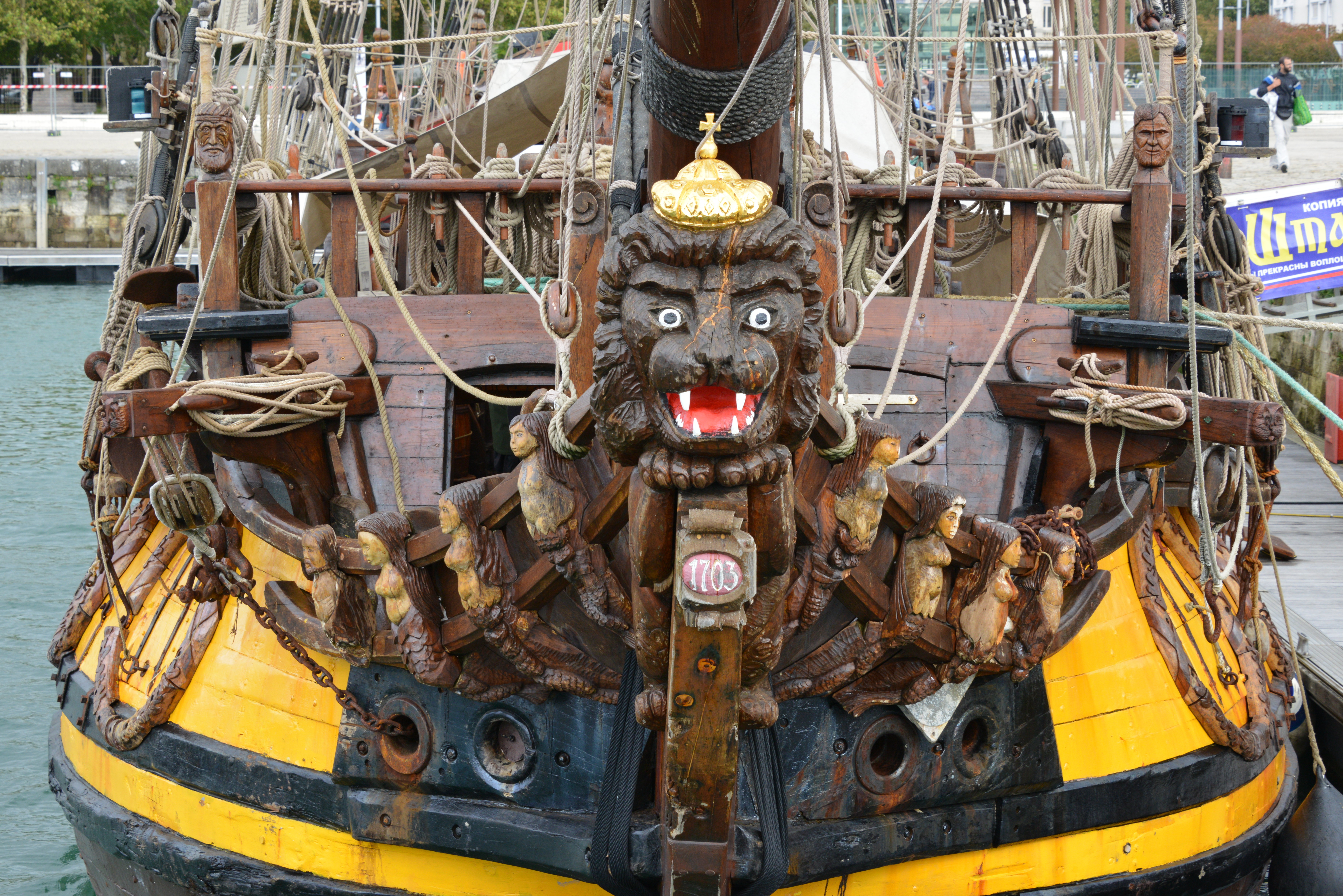
Ніс фрегата «Штандарт». Спереду носова фігура, обабіч неї регелі гальюна, під нею — княвдигед, над нею — бушприт, ззаду — кат-балки, під ними — клюзи

Ніс, заст. черда́к, чорда́к (через тюркське посередництво від перс. čārtāq — «поміст на чотирьох стовпах»), діал. про́ва (з венец. діал. prova, літ. італ. prora) — передня частина судна, протилежна до корми. Влаштований так, щоб зменшити до мінімуму опір води. Передній край носа судна називається форштевнем. За старих часів на носі корабля закріплювався фігурний княвдигед, прикрашений носовою фігурою. Надбудова судна у носовій частині, що починається від форштевня, називається баком.

## Будова
Корпус судна в районі носа має посилений набір, що дає судну можливість штормувати носом до хвилі і вітру і здійснювати перше торкання до причалу носовою частиною судна (носовою скулою) під час швартових операцій. Також, з цієї причини, у разі, коли судно не може уникнути зіткнення з іншим судном або з іншими перешкодами (скелі, рифи, інші плаваючі предмети, причал тощо) бажано перший удар прийняти носом (або на ніс).

## Типи
|                     |
| З прямим форштевнем |

|             |
| Прямовисний |

|          |
| Зрізаний |

|           |
| Розширний |

|           |
| Кліперний |

|           |
| З бульбом |

|           |
| Інверсний |

|          |
| Таранний |

|                       |
| Гострий ложкоподібний |

|                     |
| Тупий ложкоподібний |